# Passé simple
De passé simple of passé défini is een Franse tempus waarvan de betekenis min of meer overeenkomt met die van de passé composé. Verder is dit tempus gebonden aan bepaalde registers en hoofdzakelijk beperkt tot de formele en geschreven taal zoals romans en journalistiek. De nadruk ligt op het voorbije karakter van de genoemde handeling of toestand en het feit dat deze op een bepaald moment in het verleden plaatshad.
De passé simple (d.i. enkelvoudige verleden tijd) bestaat uit een enkele persoonsvorm, terwijl bij de passé composé (d.i. samengestelde verleden tijd) een hulpwerkwoord wordt gebruikt. De passé simple heet dus niet zo omdat hij eenvoudiger te leren is - integendeel.

## De teruggang van het gebruik van de passé simple
In de 16e eeuw is in de geschreven taal het onderscheid al aanwezig tussen de passé simple en de passé composé. De passé simple verhaalt over gebeurtenissen die zich in een afgesloten verleden bevinden, terwijl de passé composé gebruikt wordt als er een band met heden is. In de 17e eeuw bestond de zogenoemde 24-uursregel die tot eind 20e eeuw nagevolgd werd. Deze regel bepaalde dat een gebeurtenis die langer dan 24 uur geleden gebeurd was in de passé simple geschreven diende te worden. Aan het eind van de 20e eeuw werden autobiografieën steeds vaker geschreven in de passé composé; de schrijver deed dit om wat meer betrokkenheid te tonen met zijn of haar eigen verleden. 
In de gesproken taal maakt de passé simple sedert het einde van de 17e eeuw een gestage teruggang door. Tot het midden van de 19e eeuw werd ook in de gesproken taal de 24-uursregel in acht genomen. Daarna werd deze tijd steeds minder vaak gebruikt in de 1e en 2e persoon enkelvoud, totdat hij aan het begin van de 20e eeuw volledig vervangen werd door de passé composé.

## Redenen voor de teruggang
1. De vormen van het enkelvoud van veel werkwoorden op -ir waren (en zijn nog steeds) identiek aan die van de indicatif présent, waardoor men ter verduidelijking vaak een hulpwerkwoord van tijd toevoegde. Bijvoorbeeld: 'je finis' betekent 'ik beëindig' of 'ik beëindigde'.
2. Het samenvallen van de uitspraak van de 1e persoon enkelvoud van de passé simple bij werkwoorden op -er met de uitspraak van de 1e persoon enkelvoud van het imparfait. Medio 19e eeuw werd je parlai (=passé simple) uitgesproken als je parlais (met [ɛ]) (=imparfait). Om verwarring te voorkomen gebruikte men de passé composé.
3. Het toenemen van de subjectiviteit in het verhalen van gebeurtenissen. Door de 24-uursregel vanaf de 17e eeuw werd de passé composé gebruikt voor recente feiten, terwijl de gebeurtenissen die langer in het verleden lagen verteld werden in de passé simple. In de 18e en 19e eeuw gingen veel mensen de gebeurtenissen uit het eigen verdere verleden beschouwen als kort geleden. De houding ten opzichte van het eigen verleden wijzigde. Het leidde ertoe dat de passé composé vaker gebruikt werd, aangezien de persoonlijk beleefde gebeurtenissen emoties opriepen bij de verteller zelf. Dit verschijnsel deed zich eerst voor bij de 1e persoon enkelvoud en meervoud en breidde zich uit tot de 2e persoon enkelvoud en meervoud. Ook de belevenissen van degene met wie men sprak, leken dichterbij te zijn. De passé simple ging zich langzaamaan beperken tot gebeurtenissen die anderen overkomen waren (3e persoon enkelvoud en meervoud).

In de spreektaal is de passé simple in de 1e persoon enkelvoud volledig vervangen door de passé composé, zelfs als gebeurtenissen tientallen jaren geleden gebeurd zijn. De tijd wordt echter wel gebruikt in de 3e persoon enkelvoud en meervoud als historische gebeurtenissen verteld worden die zich verscheidene decennia of eeuwen geleden afgespeeld hebben, bijv. "Au 1er siècle avant J-C, Jules César conquit la Gaule" (vertaling: In de 1e eeuw voor Chr. veroverde Julius Caesar Gallië).

## Vorming van de passé simple
De passé simple wordt bij regelmatige werkwoorden gevormd door de uitgang -ir of -er weg te halen en de uitgangen van de passé simple achter de stam te plaatsen:
| Eerste groep       | Tweede groep        | Derde groep         |
| Aimer (houden van) | Dormir (slapen)     | Courir (rennen)     |
| ------------------ | ------------------- | ------------------- |
| j'aimai            | je dormis           | je courus           |
| tu aimas           | tu dormis           | tu courus           |
| il/elle aima       | il/elle dormit      | il/elle courut      |
| nous aimâmes       | nous dormîmes       | nous courûmes       |
| vous aimâtes       | vous dormîtes       | vous courûtes       |
| ils/elles aimèrent | ils/elles dormirent | ils/elles coururent |

## Onregelmatige werkwoorden
Een overzicht van drie onregelmatige werkwoorden: faire, venir en être.
Avoir is regelmatig in de passé simple. De participe passé van avoir is immers eu.
| faire (doen, maken) | venir (komen) | être (zijn) |
| ------------------- | ------------- | ----------- |
| je fis              | je vins       | je fus      |
| tu fis              | tu vins       | tu fus      |
| il fit              | il vint       | il fut      |
| nous fîmes          | nous vînmes   | nous fûmes  |
| vous fîtes          | vous vîntes   | vous fûtes  |
| ils firent          | ils vinrent   | ils furent  |

## Circonflexe
De circonflexe op de tweede persoon meervoud verwijst naar de verdwenen letter s. Dit verschijnsel is ook bekend van woorden als château (Latijn: castellum), maître (Latijn: magister), fête (Latijn: festa < festum). In het Italiaans en Spaans is die s nog aanwezig: het Franse dormîtes is in het Italiaans dormiste en in het Spaans dormisteis. De circonflexe op de eerste persoon meervoud wordt enkel geschreven naar analogie.

## Regiolect
- In sommige plaatselijke Franse dialecten wordt de uitgang -a van de passé simple vervangen door -it:
  - Malheureux comme le chien à Brisquet, qui n'all-it qu'une fois au bois, et que le loup mang-it - Charles Nodier ("Ongelukkig als de hond in Brisquet, die maar één keer naar het bos ging en door de wolf werd opgegeten").
- Deze uitgang is dezelfde als in de voorloper van de passé simple, het Latijnse perfectum.